# Wohnhausgruppe Delbrückstraße

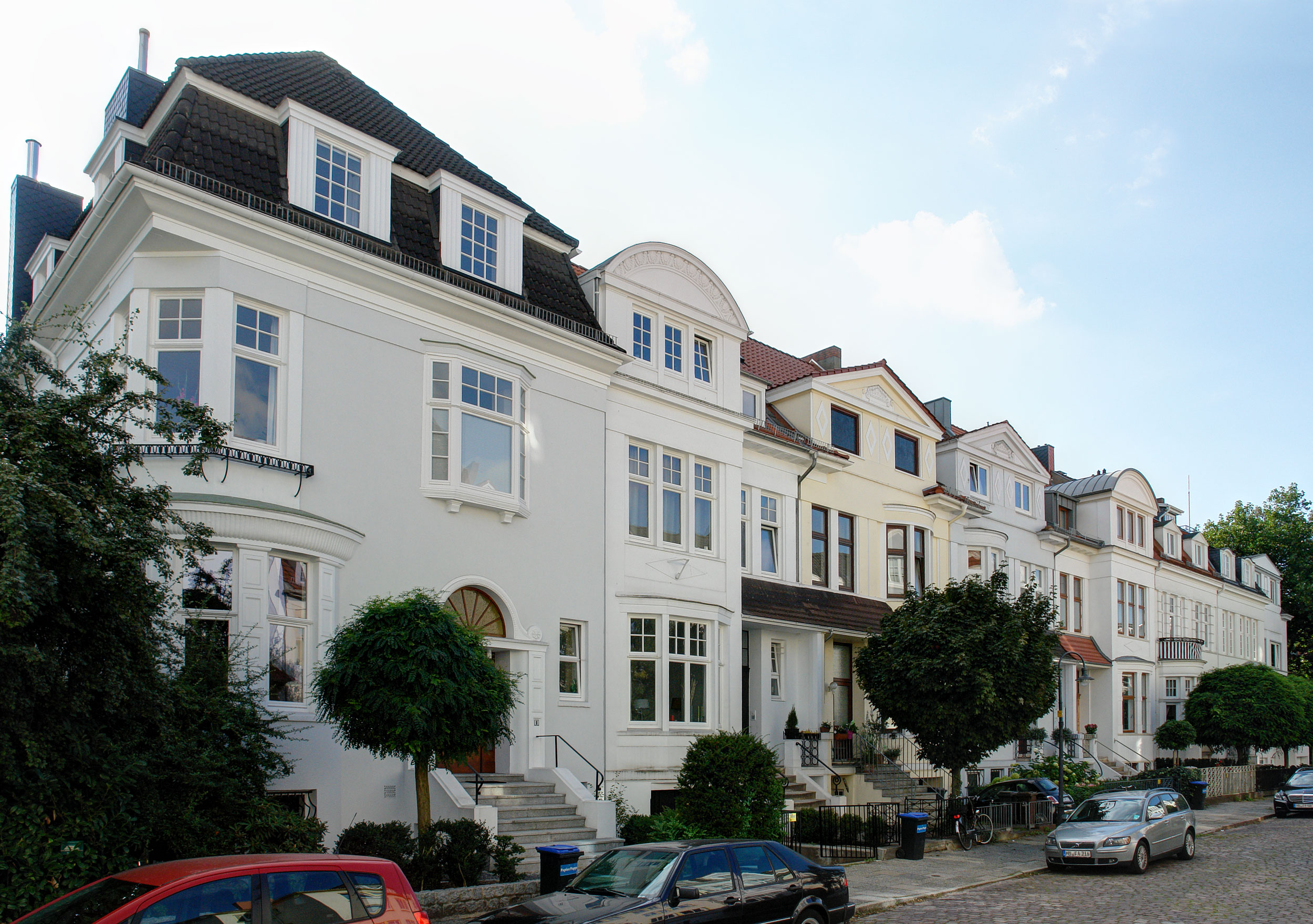
Wohnhausgruppe Delbrückstraße

Die Wohnhausgruppe Delbrückstraße in Bremen, Stadtteil Schwachhausen, Ortsteil Barkhof, Delbrückstraße 1–18 und Slevogtstraße 15/17, entstand von 1906 bis 1919 nach Plänen von Wilhelm Blanke. Diese Gebäudegruppe steht seit 1999 unter Bremer Denkmalschutz
Die kurze Delbrückstraße führt von der Parkallee bis zur Slevogtstraße. Sie wurde benannt nach dem liberalkonservativen Staatsmann und preußischen Staatsminister Rudolph von Delbrück.

## Geschichte
Die verputzten, zwei- und dreigeschossigen Wohnhäuser mit verschiedenen Dachformen wurden in der Epoche der Jahrhundertwende im Stil des Neoklassizismus für eine bürgerliche Oberschicht erbaut. Der oft gewählte Häusertyp Bremer Haus wurde in Bremen zwischen der Mitte des 19. Jahrhunderts und den 1930er Jahren errichtet. Typisch ist dabei das Souterrain als Tiefparterre, die tiefe Gebäudeform und der seitliche Eingang.
Zum Ensemble gehören in der Delbrückstraße die Häuser Möller (Nr. 1, 1909), Wätjen (Nr. 3, 1911), Schweers (Nr. 4, 1908), Feuß (Nr. 5, 1911), Menge-Plump (Nr. 6, 1908), Kellner (Nr. 7, 1911) Fisser (Nr. 8, 1911), Nielsen (Nr. 9, 1911), Wagner (Nr. 10, 1911), Baron (Nr. 11, 1912), Gerdes (Nr. 11A, 1912), Schibli (Nr. 12, 1914), Sonnewald (Nr. 14, 1914), Lippit (Nr. 15, 1911), Ruyter (Nr. 16, 1914), Michaelsen (Nr. 18, 1919), Meyer (1906) und Overbeck (Nr. 17, 1906) sowie in der Slevogtstraße die Häuser Meyer (Nr. 15, 1906) und Overbeck (Nr. 17, 1906).
Aktuell (2017) werden die Häuser weiterhin für Wohnzwecke genutzt.

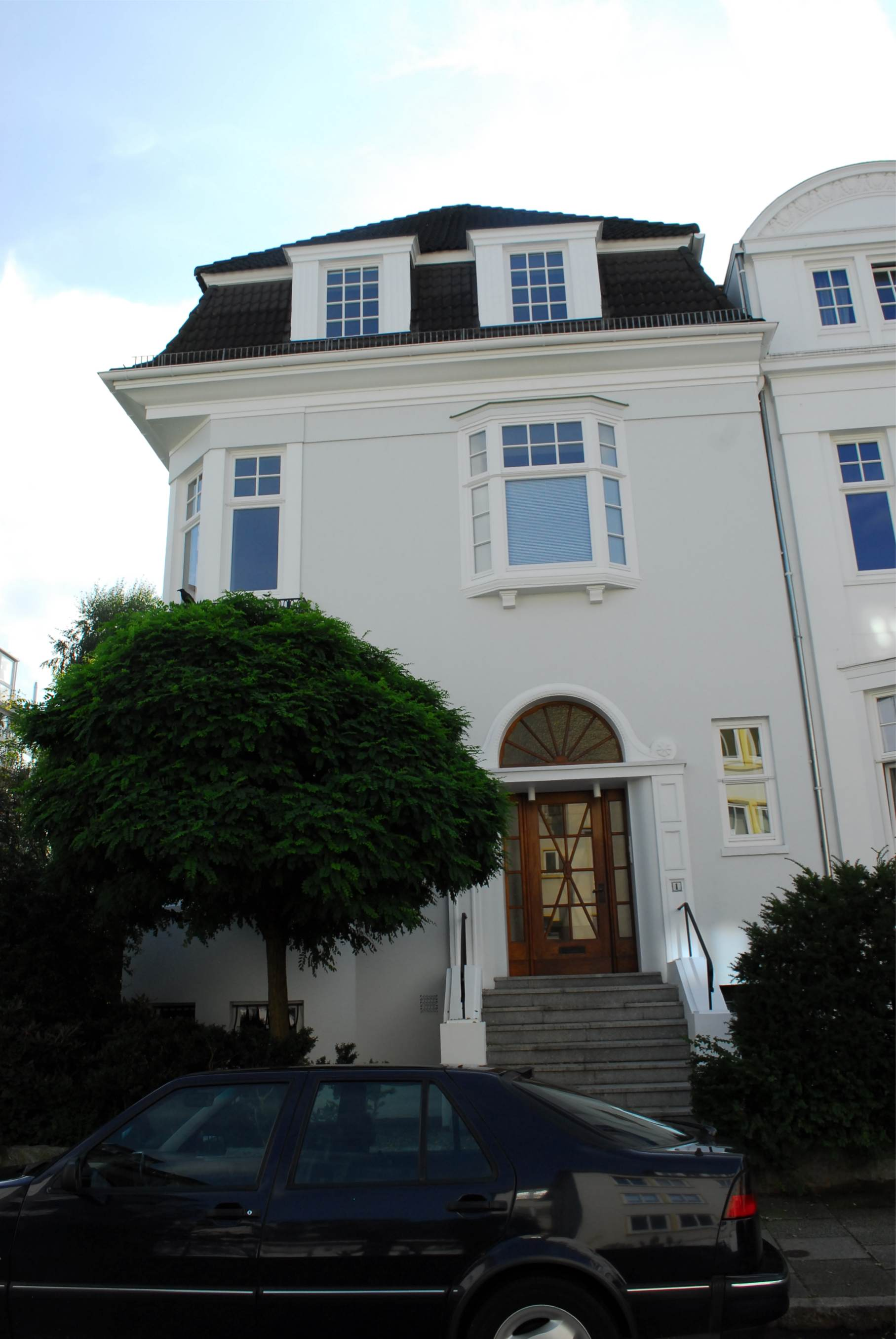
Nr. 1
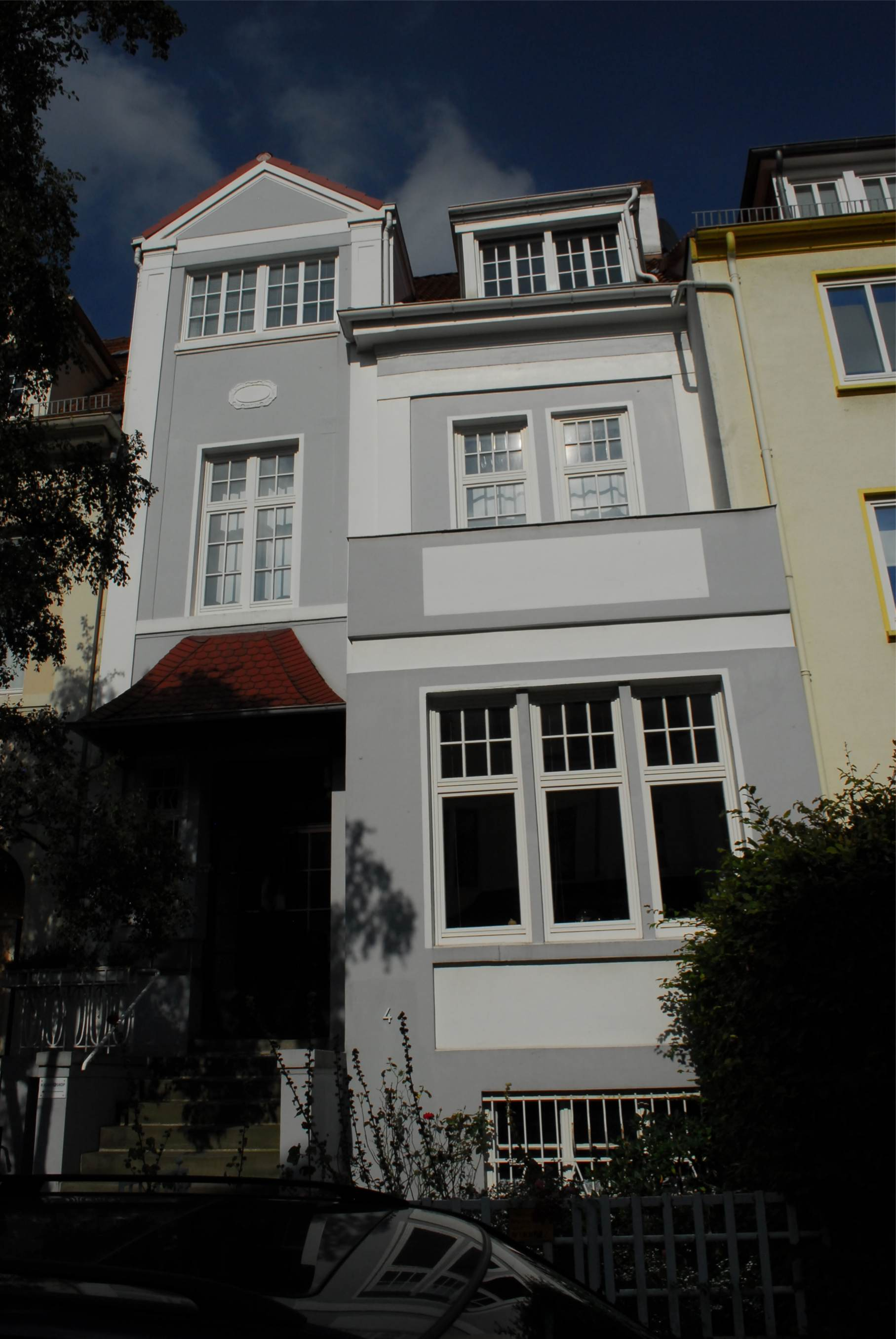
Nr. 4
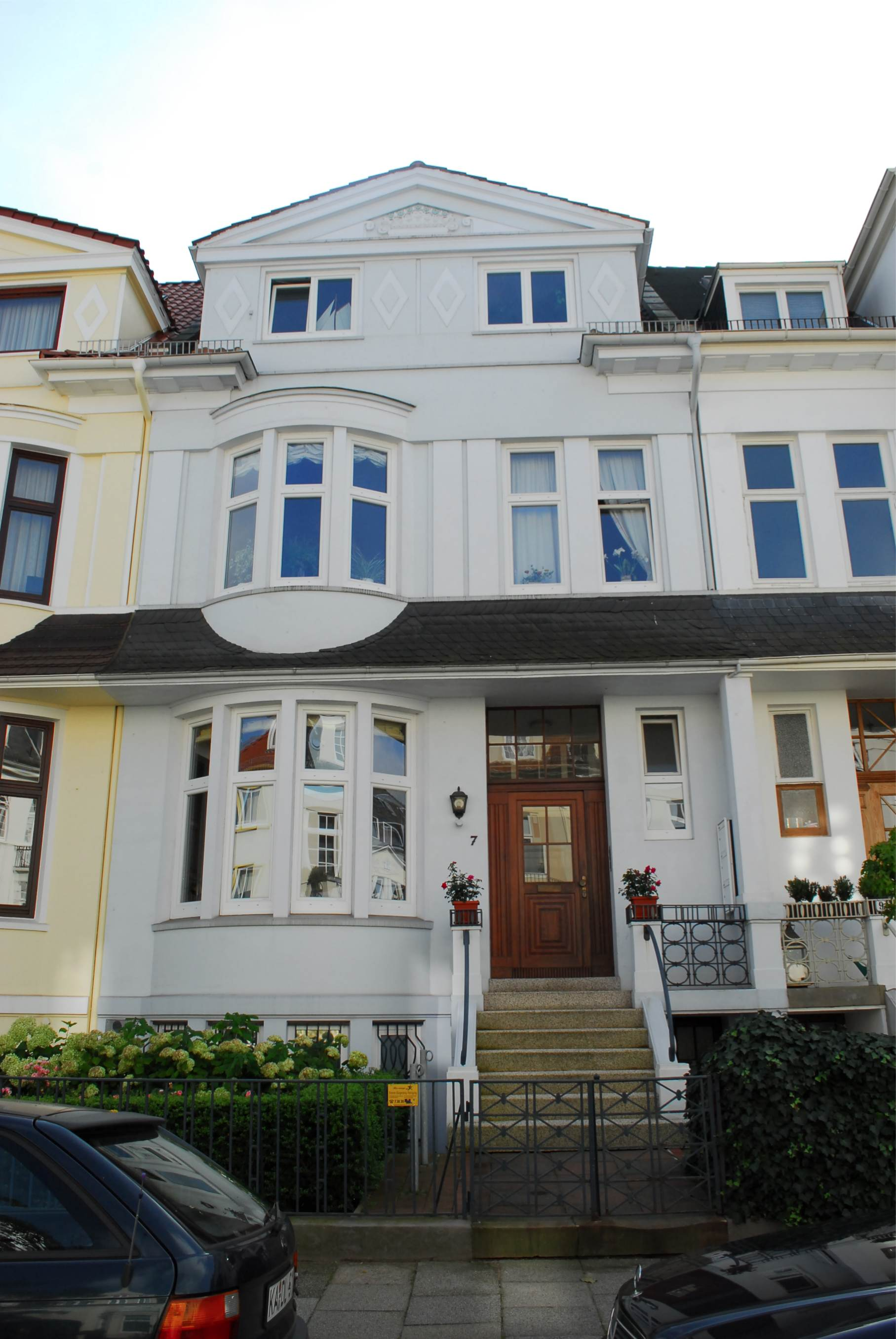
Nr. 7
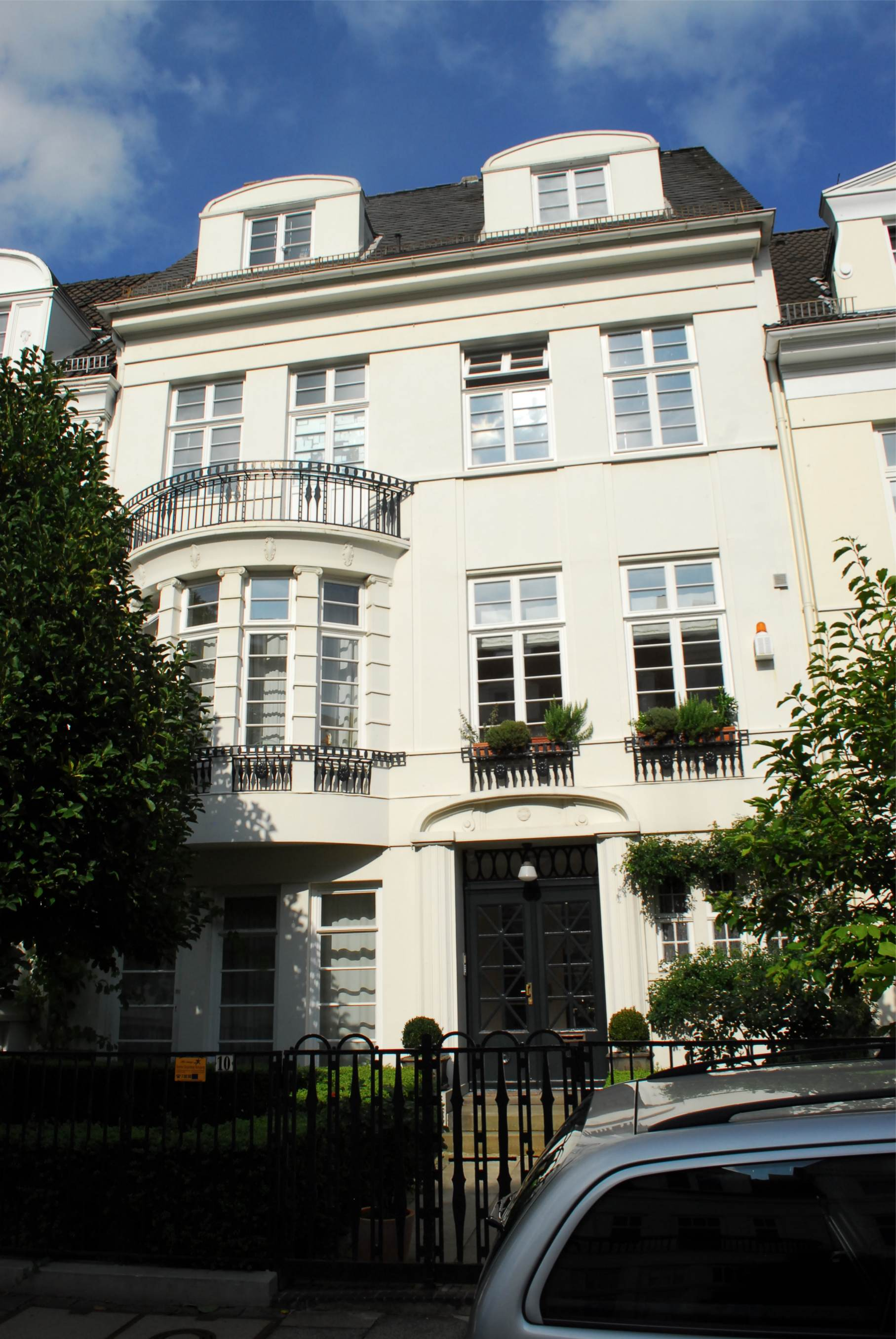
Nr. 10
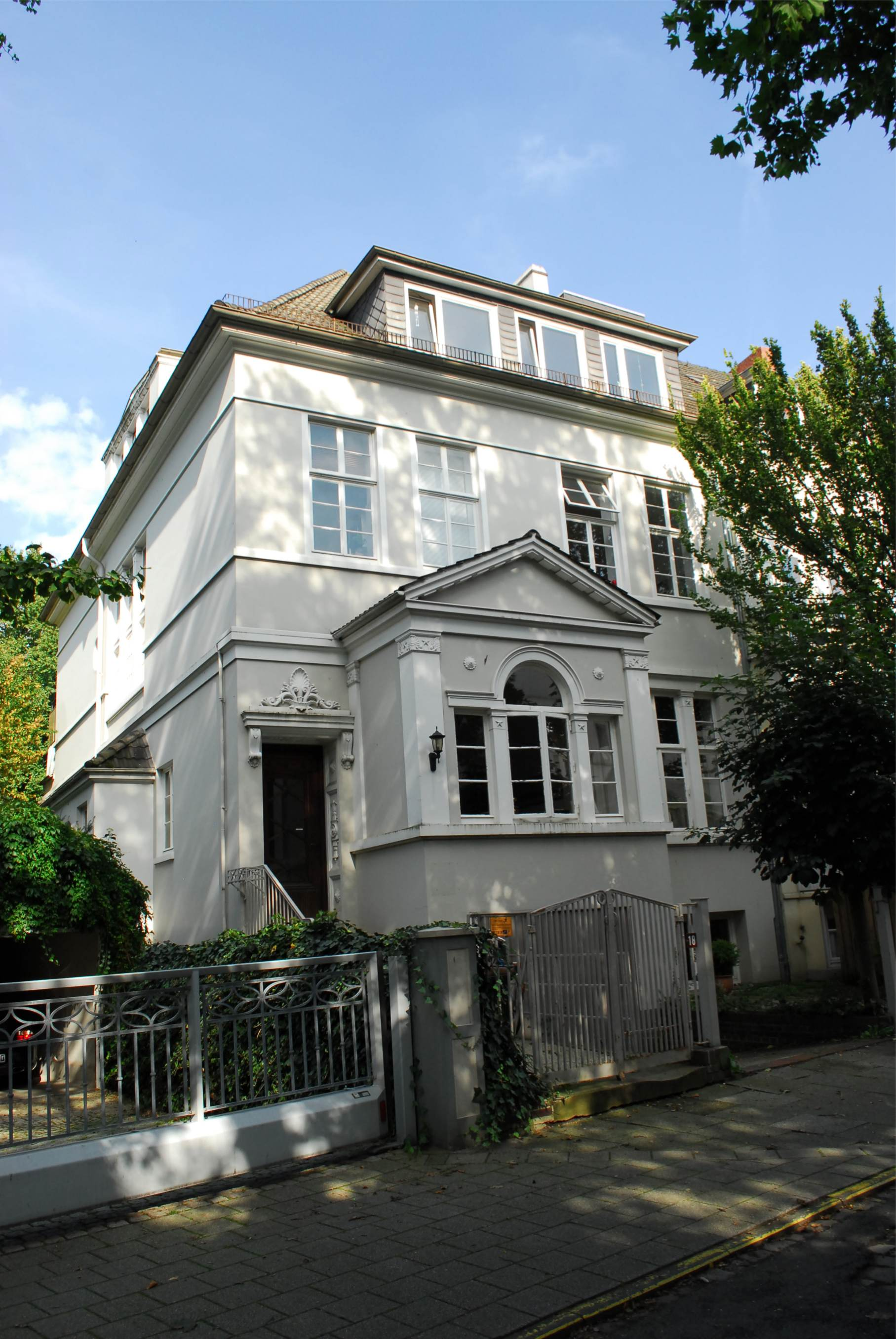
Nr. 18